# Phragmospathulella matsushimae
Phragmospathulella matsushimae är en svampart som beskrevs av J. Mena & Mercado 1986. Phragmospathulella matsushimae ingår i släktet Phragmospathulella, divisionen sporsäcksvampar och riket svampar.   Inga underarter finns listade i Catalogue of Life.